# Jan Bosveld
Jan Bosveld (Rheden, Gelderland, 5 februari 1963) is een hedendaags Nederlands componist, dirigent en trompettist.

## Levensloop
Bosveld kwam al op vroege leeftijd in contact met muziek en kreeg van zijn opa de eerste muziekles. Ook in de plaatselijke fanfare speelde hij al snel zijn trompet. Maar hij begon eerst een technische studie om later over te stappen naar de muziekstudie aan het ArtEZ Conservatorium in Arnhem, waar hij trompet en HaFa-directie studeerde. In 1991 is hij afgestudeerd met het einddiploma HaFa-directie. In 1991 volgde hij een masterclass van Colonel Arnold D. Gabriel, chef-dirigent van de United States Air Force Band, Washington D.C., met medewerking van de Marinierskapel der Koninklijke Marine, Rotterdam.
Als dirigent was hij onder andere verbonden aan het ZomerOrkest Nederland, het Melomaan Ensemble, Harmonie "Koningin Wilhelmina" Wamel, harmonieorkest Muziekvereniging OLTO Loenen, Fanfare OBK Well, Harmonie St.Caecilia Lieshout en Brassband Apeldoorn. Hij was verder gastdirigent van de Johan Willem Friso Kapel te Assen en van het Harmonieorkest van het Brabants Conservatorium, Tilburg. Tegenwoordig is hij dirigent van Brassband Apeldoorn uit Apeldoorn en Harmonie St. Caecilia Lieshout uit Lieshout. Naast het dirigeren en componeren is hij docent van de dirigentencursus van de Bond van Orkestdirigenten en jurylid op diverse concoursen festivals. In 2019 ontving hij voor zijn totale oeuvre de BUMA Award voor de blaasmuziek.

## Composities

### Werken voor harmonie- of fanfareorkest of brassband
- 1994 The Eleventh Commandment
- 1996 Concertino, voor xylofoon en harmonieorkest
- 1996 Meditations and Dances of the Derwisjes
- 1997 Vuurgeesten, voor fanfareorkest
- 1998 Boreas
- 1998 Cobra
- 1999 Heaven and Earth (Ouranos and Gaia)
- 2000 De Zwaanriddersage, voor fanfareorkest
- 2001 Concerto, voor trombone en harmonieorkest
- 2001 Odyssee, voor fanfareorkest[1]
- 2001 Fanfare for a Celebration, voor fanfareorkest of brassband
- 2002 The Golden City - homage to Prague
- 2002 Delta Energy, voor brassband
- 2003 Kameleon, voor fanfareorkest
- 2003 Odyssee
- 2003 Trias Politica, voor fanfareorkest
- 2004 Achnaton - valse profeet en gewelddadig Farao
- 2004 L'Entracte
- 2004 EM Way
- 2004 Scadawerth, voor fanfareorkest
- 2005 Brabantia Aeterna
- 2005 Bi-Millennial Celebration
- 2005 Feroaring fan Lucht, voor fanfareorkest
- 2005 Fragments for Harp and Concert Band
- 2005 Fantasy, voor brassband en orgel
- 2006 Ceremonial Entry
- 2006 De IJswoestijn, voor fanfareorkest
- 2006 Raneffa, voor fanfareorkest
- 2006 Sunstroke, voor harmonieorkest
- 2006 Promises of the Sun, voor harmonieorkest
- 2006 Take-Off, voor fanfareorkest
- 2007 Conspicious, voor fanfareorkest
- 2007 The Destiny of the Swan Knight (De Zwaanriddersage)
- 2007 Whimsical Winds, voor harmonieorkest
- 2007 Fincastle Overture, voor harmonie, fanfare of brassband
- 2007 States of Mind, voor harmonieorkest
- 2008 Belle en Bo, voor harmonieorkest
- 2008 Grijsoord, voor fanfareorkest
- 2008 Siardus, voor fanfareorkest
- 2009 Ygdrasill, voor harmonieorkest
- 2009 Memori, voor harmonieorkest
- 2009 Notturno, voor fanfareorkest
- 2009 Fantasy on Christmas Carols, voor harmonie- of fanfareorkest
- 2009 Euro City Suite, voor harmonie- of fanfareorkest
- 2010 Aurora Borealis, voor harmonie- of fanfareorkest
- 2010 Port of Goeree, voor fanfareorkest
- 2010 Fort Wierickerschans, voor fanfareorkest
- 2010 The Voyages of Amerigo Vespucci, voor harmonie- of fanfareorkest
- 2011 Scadawerth, voor harmonieorkest
- 2011 Fantasie voor bastuba en fanfareorkest, voor fanfareorkest
- 2011 Fantasie voor bastuba en brassband, voor brassband
- 2011 Hellehonden, voor fanfareorkest
- 2012 Festive Overture, voor harmonie- of fanfareorkest
- 2012 Prepare for Impact, voor fanfareorkest
- 2012 Convivium, voor harmonieorkest
- 2013 Forza Musica, voor fanfareorkest
- 2013 Seven Deadly Sins, voor harmonieorkest
- 2013 Excalibur, voor fanfare- of harmonieorkest
- 2014 Pronkjewail, voor harmonie- of fanfareorkest en brassband
- 2015 Les rushes du Renard, voor harmonieorkest
- 2015 Gelre, voor brassband en fanfareorkest
- 2016 Rapid Cycling, voor fanfareorkest
- 2016 120 jaar Rhedens Fanfare Corps, voor fanfareorkest
- 2017 Amor fati, voor brassband en fanfareorkest
- 2017 Compelling Pulses, voor harmonie- of fanfareorkest en brassband
- 2018 Willem Joseph baron Van Ghent, voor fanfareorkest
- 2018 Uxor maris, voor fanfareorkest
- 2018 Music Village, voor harmonieorkest
- 2019 Koraalbewerking Lied 305, voor fanfare- of harmonieorkest
- 2019 Island Treasures, voor fanfareorkest
- 2019 Tabula rasa, voor fanfareorkest
- 2020 Honor to the Liberators, voor harmonie- of fanfareorkest en brassband
- 2020 Whimsical, duet voor twee bugels
- 2020 Covidium, voor diverse ensembles
- 2020 Fandango voor hoorn en fanfareorkest.
- 2021 Renaissance, voor fanfareorkest, brassband en koperensemble
- 2021 Whimsical 2, duet voor twee bugels of hobo en althobo
- 2022 De Heerlijkheid bruist, voor harmonieorkest
- 2022 Persistence, voor strijkorkest en percussie
- 2022 CT mars, voor harmonie- of fanfareorkest en brassband
- 2023 Het licht van de vrijheid, voor harmonieorkest
- 2023 JuBilee for Winds, voor harmonieorkest